# Relaksacja (psychologia)
Relaksacja – proces wchodzenia w stan relaksu. Niekiedy używa się zamiennie terminów „relaksacja” i „relaks”.
Relaksacja osiągana może być w procesie treningu relaksacyjnego. Zwykle uczenie relaksacji polega na rozluźnianiu grup mięśni (zobacz np. trening Jacobsona), spowolnieniu oddechu i oddychaniu brzusznym. Coraz częściej do relaksacji wykorzystuje się ograniczenie stymulacji środowiskowej (deprywację sensoryczną).
Treningi relaksacyjne są formą terapii (autoterapii) i stosowane są, między innymi, w psychoterapii behawioralnej (desensytyzacja), leczeniu bezsenności, redukowaniu stresu, depresji, lęku, bólów głowy.